# 銀座ACB
銀座ACB（ぎんざアシベ）は、1957年-1972年まで東京都中央区・銀座7丁目にあったジャズ喫茶である。

## 概要
満州国からの引揚者・谷富次郎が銀座に料亭「あしべ」を妻の谷和子とともに開業。
妻の人柄が、政治家の三木武夫、中曽根康弘、鈴木善幸、園田直や、実業家の安西浩に愛され、安西が経営する東京ガス本社地下に、ジャズ喫茶を開店。
300席を擁し、店内中央に高い迫りによる回転ステージを設けるなど、国内最大規模のジャズ喫茶としての開業ではあったが、客足が伸び悩んでいたところに平尾昌晃、ミッキー・カーチス、山下敬二郎らのロカビリーブームが起き、女学生が長蛇の列をなすようになった。
当時、学生だった橋幸夫や大宅映子も常連客であった。常連客は大半が演奏を聴く目的で来店していたため、喫茶店でありながらメニューはアイスコーヒーのみであった。
1960年12月24日、平尾昌晃の誕生日には大混雑し、女子高生数名の負傷事故が起きた。
ロカビリーブーム終焉後は、森山加代子、坂本九、橋幸夫、水原弘、ザ・スパイダース、ヴィレッジ・シンガーズ、ザ・ジャガーズ、ザ・ゴールデン・カップス、オックスらが舞台に立ち、女学生などから変わらぬ声援を受け続けたが、本格的なテレビ時代の到来とグループサウンズ（GS）ブームの終焉ともに1969年の秋に入ると急速に下火になり始め、その役目を終えたかのように1972年閉店した。
谷は堀威夫、相澤秀禎等とともに東洋企画という芸能プロダクションを経営していたが、実権を握っていた堀と興行面で対立し、堀に対し社屋の堀の部屋を封鎖する等して堀を追放した。途方に暮れた堀がバンドメンバーとともに設立したのが後のホリプロである。東洋企画二代目社長は岐部一夫である。

## 新宿ACB
銀座と同資本により甲州街道と明治通りの交わる交差点に開店するが1960年にオーナーが変わり独立。1968年、「新宿アシベ会館」に移転し「音楽劇場新宿ニューアシベ」として開店。以降経営母体の変更はあるものの現在もライブハウス新宿ACBホールとして営業を続けている。